# James Nicholas Kehoe
James Nicholas Kehoe (* 15. Juli 1862 in Maysville, Kentucky; † 16. Juni 1945 in Cincinnati, Ohio) war ein US-amerikanischer Politiker. Zwischen 1901 und 1905 vertrat er den Bundesstaat Kentucky im US-Repräsentantenhaus.

## Werdegang
James Kehoe besuchte sowohl öffentliche als auch private Schulen. Danach war er bis 1884 im Druckergewerbe tätig. Nach einem anschließenden Jurastudium in Louisville und seiner 1888 erfolgten Zulassung als Rechtsanwalt begann er in Maysville in diesem Beruf zu arbeiten. Er war unter anderem auch juristischer Vertreter seiner Heimatstadt. Politisch wurde er Mitglied der Demokratischen Partei. Auf Kreis- und Bezirksebene war er Vorstandsmitglied und zeitweise Vorsitzender seiner Partei.
Bei den Kongresswahlen des Jahres 1900 wurde Kehoe im neunten Wahlbezirk von Kentucky in das US-Repräsentantenhaus in Washington, D.C. gewählt, wo er am 4. März 1901 die Nachfolge von Samuel Johnson Pugh antrat. Nach einer Wiederwahl im Jahr 1902 konnte er bis zum 3. März 1905 zwei Legislaturperioden im Kongress absolvieren. Im Jahr 1904 unterlag er dem Republikaner Joseph B. Bennett. 1912 war Kehoe Delegierter zur Democratic National Convention in Baltimore, auf der Woodrow Wilson als Präsidentschaftskandidat nominiert wurde. In dieser Zeit war Kehoe auch in der Bankenbranche tätig. Er wurde außerdem Vizepräsident der Ohio Valley Improvement Association und der Burley Tobacco Growers‘ Cooperation Association. Überdies war er Präsident der Bankiersvereinigung von Kentucky. James Kehoe starb am 16. Juni 1945 in Cincinnati. Er wurde in seinem Geburtsort Maysville beigesetzt.